# يونكرز إيه 35
يونكرز إيه 35 (بالإنجليزية: Junkers A 35)‏ هي طائرة بريد أحادية السطح ذات مقعدين، وتستخدم لنقل البريد والتدريب وأغراض عسكرية. أنتجت في ألمانيا. من صناعة يونكرز. كانت تستخدم بشكل أساسي من قبل القوات الجوية الروسية. صنع منها 186 طائرة.